# Jardim Nova Era
Jardim Nova Era é um bairro do município de Nova Iguaçu.

## História
Antigamente, entre 1910 a 1940, parte do bairro era utilizado para plantação de laranjeiras.

## Delimitação
034 – BAIRRO NOVA ERA - Começa no encontro da Linha de Transmissão da Light I (Piraí - Rio de Janeiro) com a Estr. Dr. Mário Pinotti (antiga Estr. de Areia Branca). O limite segue pela Estr. Dr. Mário Pinotti (incluída) até a Rua Marcos Costa, segue por esta (incluída) até a RJ105 – Av. Abílio Augusto Távora, segue por esta (incluída) até a Rua Otávio Moreira de Mello (antiga Estr. dos Lavradores), segue por esta (excluída) até a Linha de Transmissão da Light II (Além Paraíba - Santa Cruz), segue pelo eixo desta linha até a Linha Delimitadora do Loteamento Jardim Palmares (PAL 302/65), segue por essa linha delimitadora (no sentido Leste) contornando o Loteamento, até a Linha de Transmissão da Light II (Além Paraíba - Santa Cruz), segue
pelo eixo desta linha até a Linha de Transmissão da Light I (Piraí - Rio de Janeiro), segue pelo eixo desta até o ponto inicial desta descrição.

## Informações Gerais
- As principais vias de acesso de Jardim Nova Era são: Avenida Abílio Augusto Távora (popularmente conhecida como Estrada de Madureira), Estrada Doutor Mário Pinotti, Rua Alcir Brasil e Rua Castor.

- O bairro fica a 2,2 km da Rodovia Presidente Dutra.

- A rampa de voo livre da Serra de Madureira (localizada a 842 metros de altitude) proporciona uma vista panorâmica de Jardim Nova Era.